# Peter Eagles
Peter Andrew Eagles (Nac. 6 de julio de 1959) es un obispo británico, quien ejerció desde 2017 hasta 2023 como Obispo de Sodor y Man., siendo sucedido por Tricia Hillas.
Actualmente es ex capellán del Ejército Británico, sirviendo como Archidiácono del Ejército, desde 2011 hasta 2017, y como Capellán General Adjunto del Departamento de Capellanes del Ejército Real, desde 2014 hasta 2017.

## Temprana Edad
Peter nació el 6 de julio de 1959. Fue educado en la Royal Grammar School, Una escuela independiente de varones ubicada en Guilford, Rusey. Estudió alemán y ruso en el King's College de Londres y se graduó con una licenciatura en artes de primera clase.
Entre 1982 y 1986, Eagles fue maestro asistente en la  Tonbridge School, Una escuela independiente en Tonbridge, Kent, y también trabajó como traductor independiente. En 1986, ingresó al St Stephen's House, Oxford. Un colegio teológico anglo-católico , para capacitarse en las órdenes sagradas y estudiar teología. Se graduó con una licenciatura adicional en 1988.

## Honores
El 17 de octubre del 2013, Eagles fue nombrado Capellán Honorario de la Reina.
El 15 de octubre de 2015 fue instalado como Canónigo honorario de la Catedral de Salesbury